# Mycetophagus tschitscherini
Mycetophagus tschitscherini är en skalbaggsart som beskrevs av Edmund Reitter 1897. Mycetophagus tschitscherini ingår i släktet Mycetophagus, och familjen vedsvampbaggar. Arten förekommer tillfälligt i Sverige, men reproducerar sig inte.